# 淘大商場

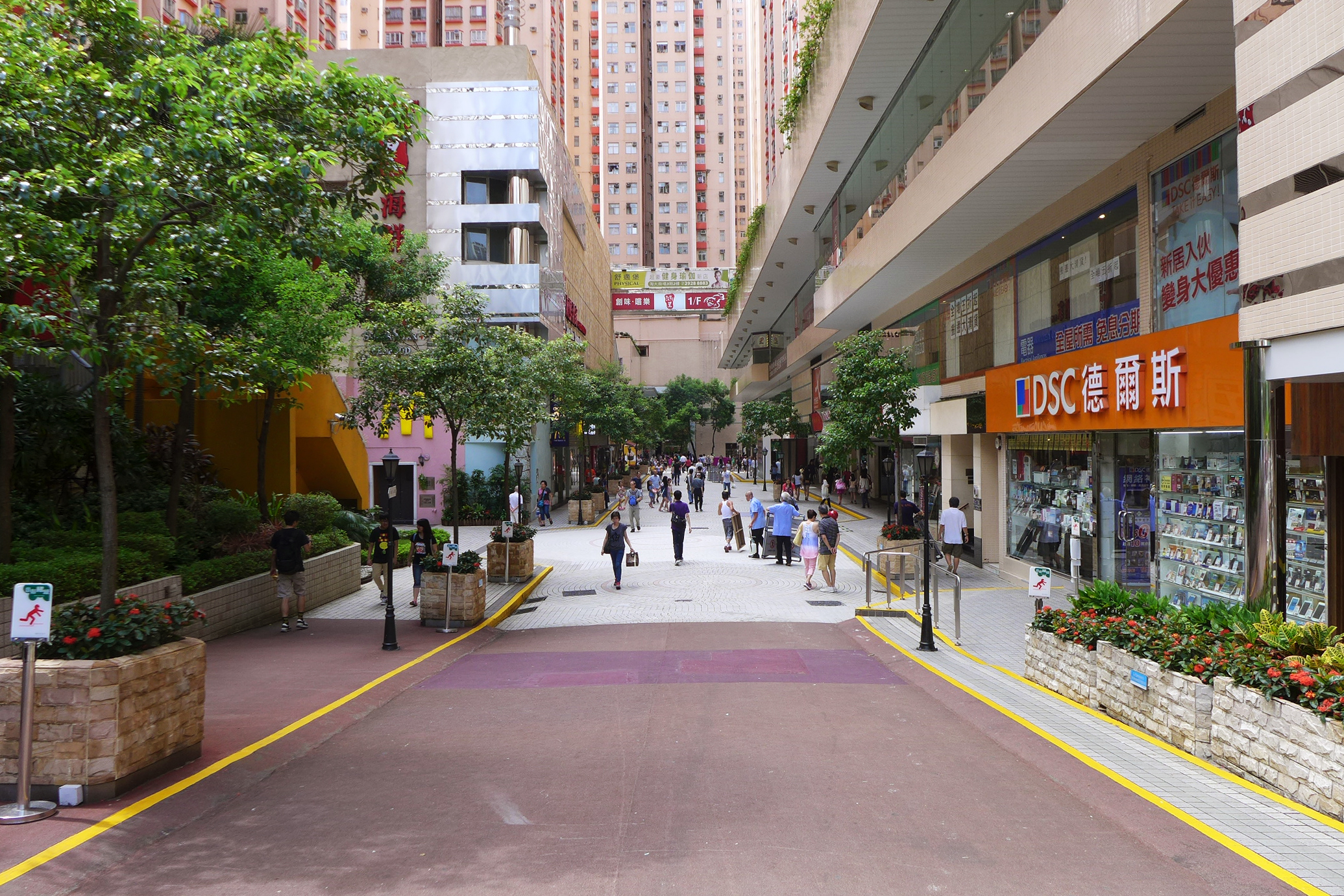
商場戶外步行街

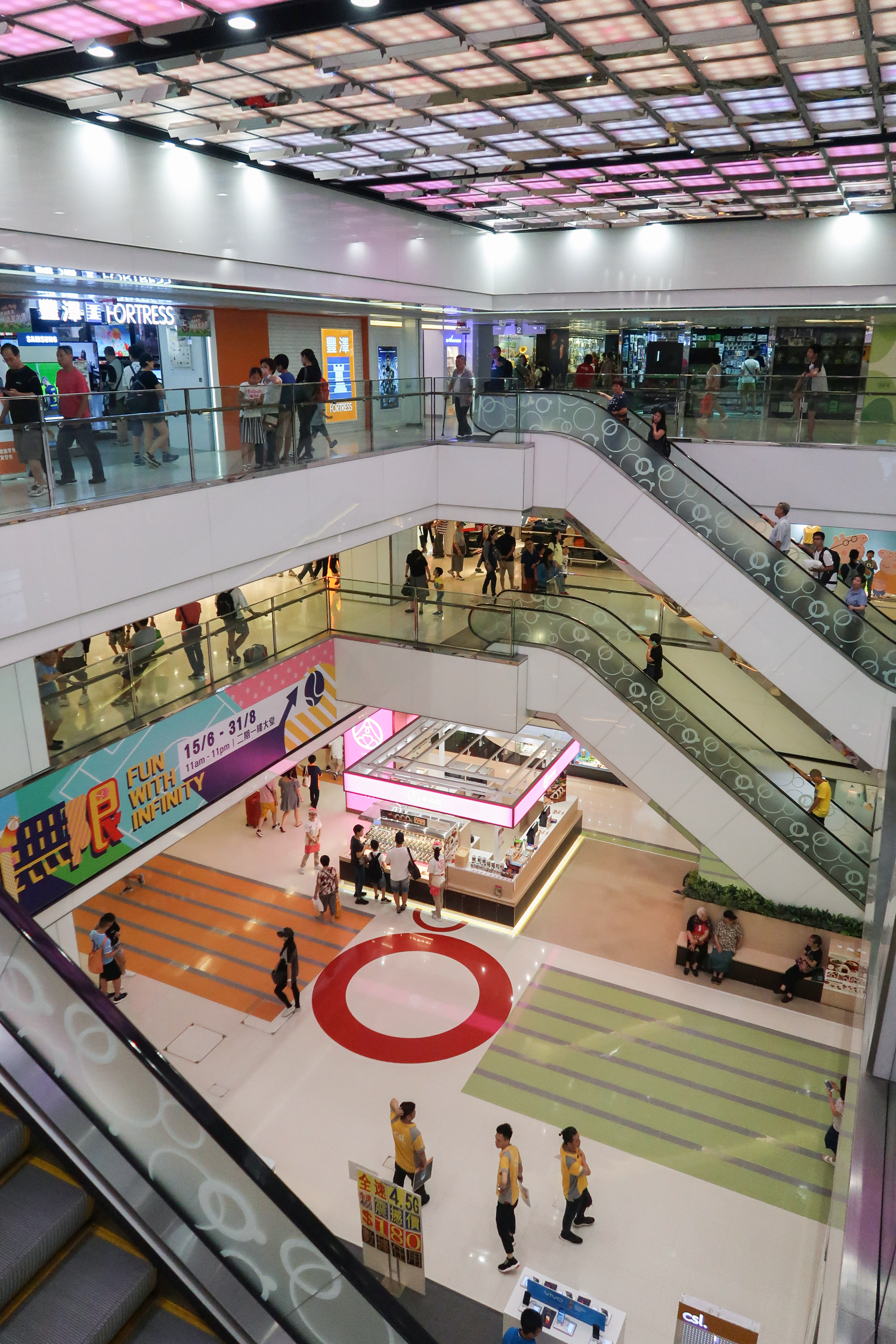
商場主中庭

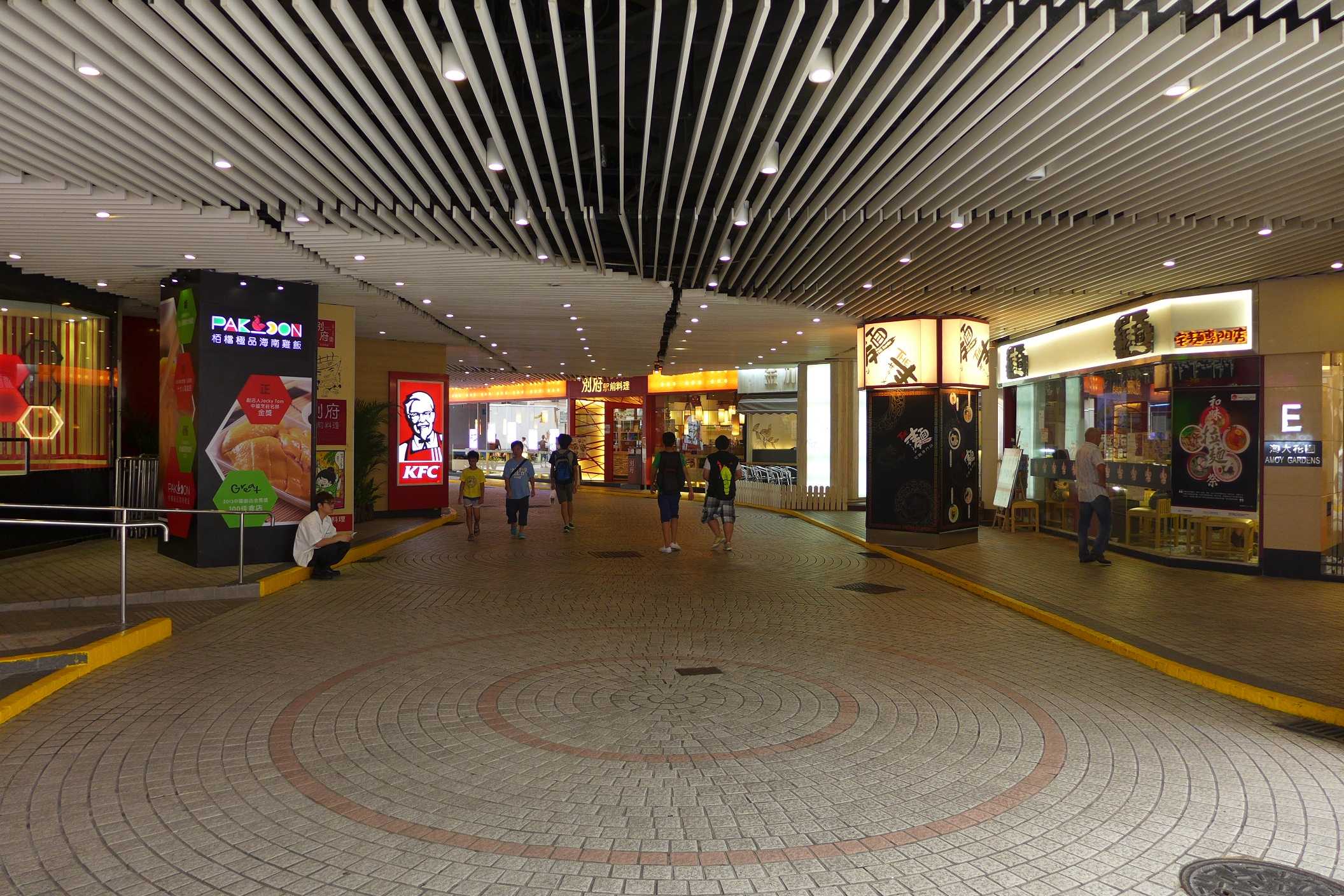
食坊

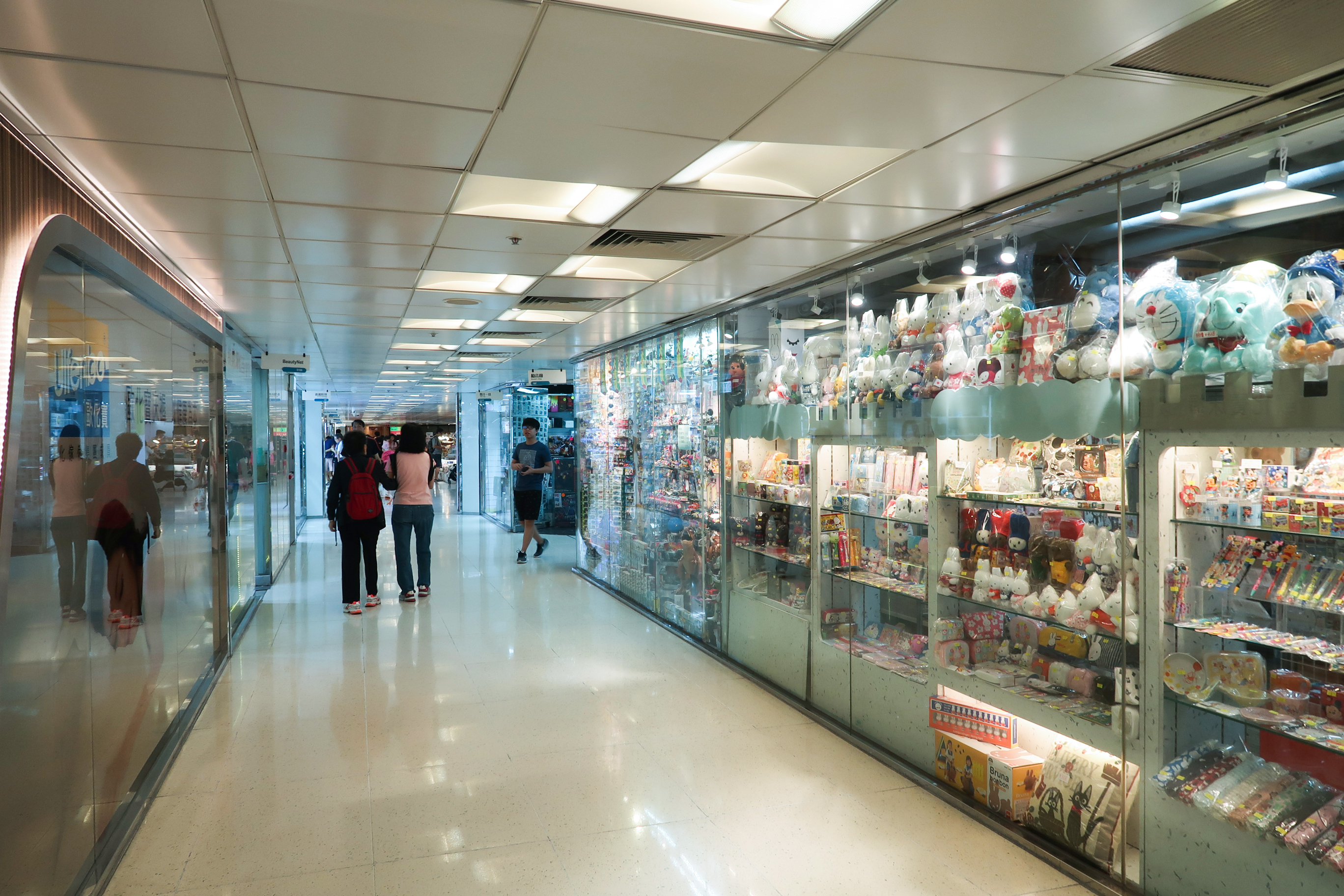
商場內有不少商戶以小商店為主

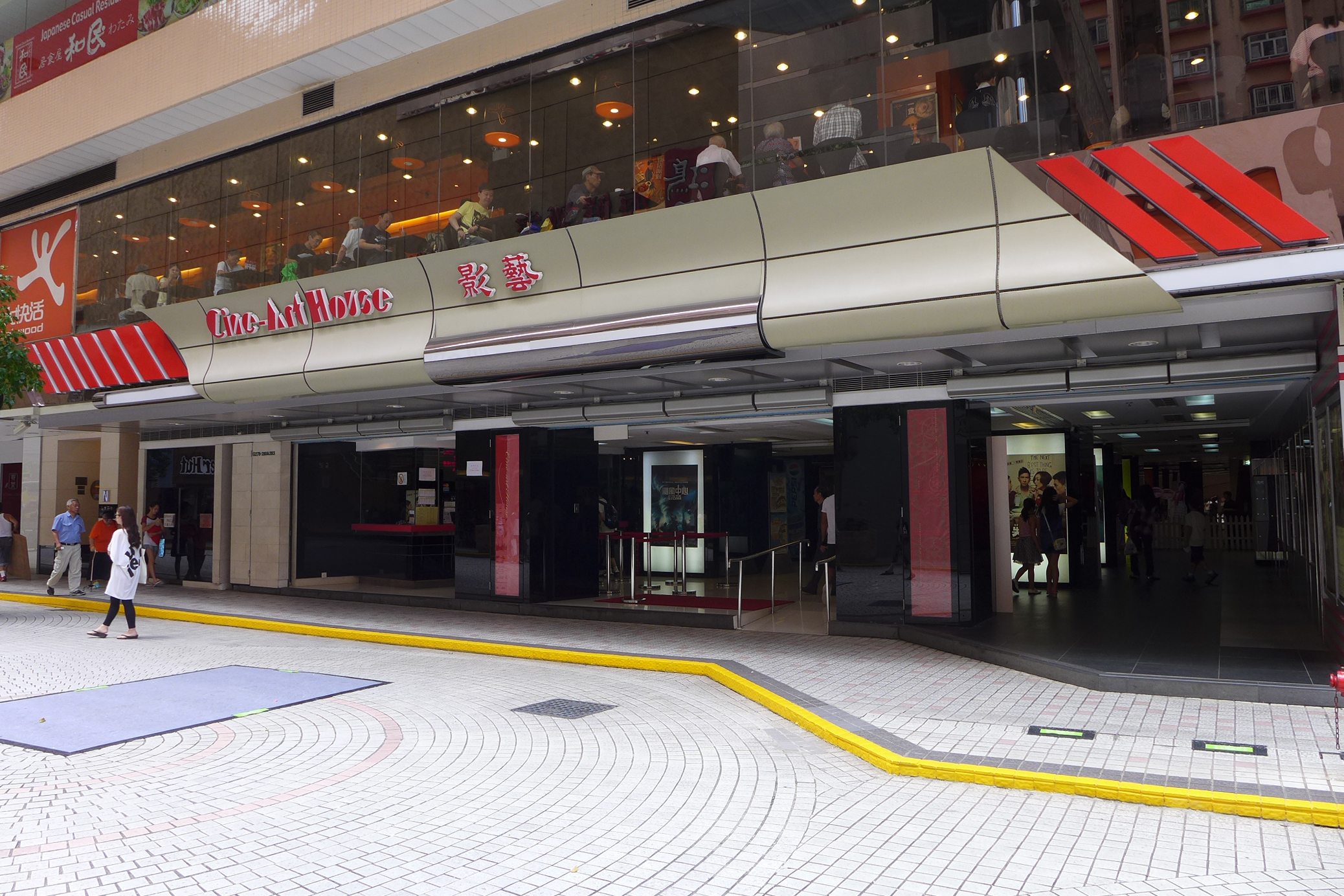
已結業的影藝戲院（現MCL戲院）

淘大商場（英語：Amoy Plaza）為香港九龍佐敦谷的商場，位處牛頭角道77號。商場樓高3層，佔地44,951平方米，是淘大花園的基座商場，發展商為恆隆地產。

## 商場設計
商場分為4期，淘大花園A至G座基座為第一期商場，淘大花園H至K座基座以及單幢式部份為第二期商場，淘大花園L至P座基座為第三期商場，淘大花園Q至S座基座第四期商場；第一期與部份第二期緊密連接。淘大商場內設地面露天私家路/步行街。第一期商場二樓及第三期商場二、三樓設停車場。第一期商場地下7-11便利店、OK便利店、大家樂為由商場開業至今仍然原址營業的商戶。

## 大型翻新
第三期商場原有天橋通道連接第二期單幢部份（前好運戲院位置），現已拆除。
2003年淘大花園E座爆發非典型肺炎後，淘大商場第1期與第2期進行一次大型翻新改動，包括翻新洗手間、更換天花、更改扶手電梯位置及增設往上扶手電梯、拆除第一期商場中庭地下至一樓樓梯（前肯德基位置）、拆除淘大花園H座基座位置地下至二樓的樓梯（前Baleno／現元氣壽司位置）、拆除淘大花園C座基座位置地下商場入口及通道（前麻酸樂和前Miniso位置）、拆除淘大花園H座基座位置地下商場入口及通道（前Baleno／現元氣壽司位置）、填平淘大花園G座基座位置的地下至二樓中庭（前萬寧／現堅信號生煎皇和現日本城和前School Driver位置）、第二期商場中庭由地下移至一樓（現萬寧和MOS Cafe位置）。而淘大商場第三期商場增設往下扶手電梯。

## 大型商戶組合改動
第1期及第2期基座商場1980至1990年代早期商戶包括地下：開放式設計的肯德基、OK便利店、超羣、大班麵包西餅、聖安娜餅屋、英王麵包、7-11便利店、獨立天花設計的萬寧、大家樂等、二樓：醫務中心、入境事務處、現代教育等。第三期商場地下設惠康超級市場等、一樓為麥當勞、必勝客等、二樓為歡樂小天地等。
早期1984年6月28日第二期商場單幢部份設好運戲院，合共有1000個座位，後來1995年8月好運戲院結業後地下為麥當勞（由三期商場一樓搬遷）、一樓為美心大酒樓及潮江春，現為海港酒家。而1987年10月15日第三期商場地下設淘大戲院，合共有800個座位，當時以西班牙宮庭氣派豪華劇院座椅及日本舞台聲響設備作為宣傳，後來淘大戲院於1995年10月結束營業，其後為百老匯影院，再其後2009年4月1日為影藝戲院，於2018年3月28日因租約期滿而結業，同年4月1日起由UA院線接手，UA院線在2021年3月8日全線結業，2021年7月15日改為由MCL淘大戲院接手開業。
早期第一期商場二樓設入境事務處，2000年9月搬遷至牛頭角九倉電訊廣場，原舖開設豐澤電器。
第一期及第二期基座商場一樓小店主要售賣女性時裝，而二樓小店主要售賣精品模型玩具遊戲機。
早期1988年第二期基座商場二樓設現代教育。2003年起拆除第一期商場二樓醫務中心，開設遵理學校。二樓的精品模型玩具小店及兩間大型連鎖補習社形成協同效應。2003年起翻新第二期基座商場二樓並命名為創業徑，以每月3,000元(包管理費及電費)的租金提供34個舖位，但維持不到5年後打通舖位開設實惠家居。後來2015年現代教育搬遷至九龍灣利基大廈，遵理學校搬遷至前現代教育位置，前遵理學校位置開設三聯書店。後來2020年遵理學校搬遷至九龍灣The Eastmark，現時淘大商場沒有大型連鎖補習社。2024年起多間精品模型玩具遊戲機小店結業離場。
早期第三期商場地下設有惠康超級市場，其後結業。而第一期商場一樓設有佔地2.5萬呎的百佳超級廣場，隨後於2014年11月搬遷至第三期商場一樓開設Taste，再於2021年8月遷回第一期百佳超級廣場原址開設TASTE x FRESH新鮮生活，為百佳旗下首間合營超市。2022年1月20日在Taste原址開設Donki第9間分店，以「日本鄕郊風情」為設計概念，銷售面積2.5萬平方呎。。

## 連鎖商戶
第1期及第2期基座商場

#### 地下：
聖安娜餅屋、Chateraise、位元堂、英王麵包店、OK便利店、7-11便利店、零食物語、Mos Cafe、KFC、Bauhaus、FoodVille、萬寧、華潤堂、元氣壽司、莎莎、屈臣氏、眼鏡88、Mabelle、大家樂、香港仔南記粉麵、鴻福堂、栢檔極品海南雞飯等

#### 1樓：
759阿信屋、薩莉亞、天仁茗茶、Baleno、日本城、仁御堂、Taste（與瑪雷集團合營「taste x fresh」）、DAISO JAPAN、必勝客、QB House、奇趣天地、Ingrid Millet等

#### 2樓：
三聯書店、豐澤電器、實惠、玩具站等
第2期商場獨立部份
地下為麥當勞；一樓為海港酒家。
第3期基座商場
地下為牛奶冰室、Chicken Factory、韓樂、嗎咪雞蛋仔和Sukiya等；1樓為唐吉訶德、美國冒險樂園和大快活。2樓為稻香。
第4期基座商場
一樓為泰Cool，二樓為Bioscreen Paris。

## 事件

### 洗手間兇殺案
1990年發生淘大商場洗手間兇殺案，一名淘大花園居民尾隨死者進入洗手間，用繩箍住死者的頸，將死者拖到男廁。

### 非典型肺炎導致生意慘淡
2003年3月，淘大花園E座多名住客相繼證實感染非典型肺炎後，居民人心惶惶，商場店舖生意慘淡，大多停業7至10天進行清洗，部份食肆更張貼通告表示停業多天，僅有大型連鎖甜品店、便利店、超級市場、報紙檔、體育用品店和皮革手袋店營業。商戶遭到沉重打擊，要求免繳四月租金或減租及管理公司能進行大規模清洗，恢復市民消費信心。管理公司最終要求商場的商戶停業至4月10日，以配合E座的隔離措施，預防非典型肺炎病毒擴散，而停業期間可以免租。但小租戶認為免租期太短，要求延長，豁免4月及5月租金，彌補受肺炎事件影響的損失。恒隆地產重申不能接受延長免租期三個月及三個月後重新寬減租值等要求，但已準備動用一千萬港元，於未來數月重點推介淘大商場。
2003年5月，淘大商場外圍的第一間酒樓重開，希望透過舞龍舞獅表演能令祈福再次興旺起來，吸引不少淘大居民及商場顧客圍觀，商場人流逐漸回復至沙士前水平。無綫電視更在商場舉行之大型抗炎籌款活動「疫境同心濟社群」，派出歌星與藝人出席活動，吸引更多人流，重建港人對淘大之信心。不過商戶表示生意仍未見起色，生意額只有疫情出現前的4成。到了6月，當時民政事務局局長何志平夥同傳媒及部分區議員走進淘大商場，回復商戶及市民信心。

### 教師於商場中庭唱中國國歌引致打鬥事件
2019年9月11日，晚上7點，大批人士聚集在淘大商場第一期中庭位置高唱香港抗爭歌曲《願榮光歸香港》，期間東華三院王余家潔紀念小學李籍教師手抱著女童唱中華人民共和國國歌《義勇軍進行曲》，又用手提電話拍攝在場反修例人士，但被多名人士指罵「返大陸」，其手抱女童受驚大哭，突然有一名男子搶去李籍教師的手提電話，期間李籍教師被多名人士毆打，右眼流血。
2019年9月14日，下午2點半，逾300名手持中華人民共和國國旗的愛國人士包括建制派「忠義民團」成員石房有到淘大商場第一期中庭位置聚集聲援9月11日唱中國國歌被毆打李籍老師，揮動中國國旗、高唱中國國歌《義勇軍進行曲》及高叫「支持警察」口號，期間不同政見的人士互相指罵和打鬥，多名人士喝斥愛國人士「返大陸」、「支那狗」，混亂間有人投擲雞蛋及雨傘。淘大商場保安未能控制場面。
下午3點15分，持圓盾的警員到場，在淘大商場內外拘捕至少10名青年。下午4點，持有淘大花園居民住戶證的中年男子於電視見到其23歲兒子於淘大商場內被警察制服帶走後，到淘大商場現場聲稱其兒子在淘大商場內用膳，要求警方解釋為何要拘捕其兒子和批評警方針對年輕人而進行拘捕。
下午5點，一名中年女士在淘大商場內因拍攝現場人士「大頭」及稱「打死後生仔就對」，而於一條商場扶手電梯旁被多名反修例人士指罵、推跌及毆打，該中年女子未有任何反抗，口部流血。其後該中年女子被送上救護車離開，但她離開時遺留一個手袋，手袋內有一份保險索賠申請表及六張香港大學深圳醫院急診科部門主管樊潔玲醫生開出的收據，其中一張醫生紙的日期竟為2日後的9月16日，被質疑持有虛假文書。事後香港大學要求香港大學深圳醫院院長即時暫停樊潔玲醫生職務。
下午5點半，有一名中年撐警女子在淘大商場內被人包圍及指罵其拍攝在場人士「大頭照」，另一名中年撐警男子上前協助。其後該中年男子於淘大商場外牛頭角道被多名人士毆打至倒地，該兩名中年男女最後被送上警車離開。
晚上近9時，數十名淘大花園居民到淘大商場管理處，要求交代為何淘大商場職員容許愛國人士進入淘大商場內唱中國國歌及不拒絕警員進入淘大商場內，批評淘大商場職員失職。
2019年9月15日深夜，淘大商場發展商恒隆地產發出聲明，重申警方進入淘大商場內執法前並沒有通知淘大商場管理處，而淘大商場管理處沒有報警。

## 資料來源
1. ↑  .   [2010-05-04]. （原始内容存档于2009-04-02）.
2. ↑  . 頭條日報. 2018-03-28  [2018-03-29]. （原始内容存档于2018-07-01）.
3. ↑  . 香港經濟日報. 2021-04-29  [2021-04-29]. （原始内容存档于2021-08-06）.
4. ↑  . 香港經濟日報. 2021-07-13  [2021-07-13]. （原始内容存档于2021-08-06）.
5. ↑  . 香港經濟日報. 2021-09-08  [2021-09-08]. （原始内容存档于2021-09-08）.
6. ↑  凌逸德. . 香港01. 2019-09-12  [2019-09-12]. （原始内容存档于2020-05-19）.
7. ↑  胡家欣、梁煥敏、鄭翠碧. . 香港01. 2019-09-14  [2019-09-16]. （原始内容存档于2019-09-15）.
8. ↑  . 香港01. 2019-09-14  [2019-09-16]. （原始内容存档于2019-10-01）.
9. ↑  鄧穎琳、李智智、王譯揚. . 香港01. 2019-09-14  [2019-09-16]. （原始内容存档于2019-11-01）.
10. 1 2  . 明報. 2019-09-15  [2019-09-16]. （原始内容存档于2019-09-15）.
11. ↑  侯彩琳、梁煥敏、胡家欣、鄭翠碧. . 香港01. 2019-09-14  [2019-09-16]. （原始内容存档于2019-09-15）.

## 外部連結
- 淘大商場官方網站 （页面存档备份，存于）